# Diego Crego
Diego Crego (Florida, Buenos Aires, Argentina; 19 de junio de 1997) es un futbolista argentino que se desempeña como extremo y juega en Deportivo Madryn, de la Primera Nacional de Argentina.

## Trayectoria
Surgido de las inferiores de Real Pilar Fútbol Club, Diego Crego hizo su debut profesional el 1 de septiembre de 2018, en la derrota 1 a 0 frente Juventud Unida, por la primera fecha del Campeonato de Primera D 2018-19. En dicho torneo, Real Pilar logró el ascenso a la Primera C. Su carrera en Real Pilar culminó con 24 goles anotados en 133 partidos disputados.
En 2023 pasó a la Primera Nacional, para jugar en Deportivo Madryn, jugando el primer partido en su nuevo club el 18 de febrero, en la victoria 2 a 1 frente a Tristán Suárez por el partido correspondiente a la segunda fecha del torneo de ascenso. El 26 de agosto marcó su primer gol, en el empate 1 a 1 contra Estudiantes de Caseros.

## Estadísticas

### Clubes
Actualizado hasta su último partido disputado el 10 de agosto de 2025.
| Club                       | Div.          | Temporada     | Liga  | Liga  | Liga   | Copas nacionales | Copas nacionales | Copas nacionales | Torneos internacionales | Torneos internacionales | Torneos internacionales | Total | Total | Total  |
| Club                       | Div.          | Temporada     | Part. | Goles | Asist. | Part.            | Goles            | Asist.           | Part.                   | Goles                   | Asist.                  | Part. | Goles | Asist. |
| -------------------------- | ------------- | ------------- | ----- | ----- | ------ | ---------------- | ---------------- | ---------------- | ----------------------- | ----------------------- | ----------------------- | ----- | ----- | ------ |
| Real Pilar F. C. Argentina | 5.ª           | 2018-19       | 31    | 5     | 3      | 2                | 0                | 0                | —                       | —                       | —                       | 33    | 5     | 3      |
| Real Pilar F. C. Argentina | 4.ª           | 2019-20       | 25    | 4     | 1      | 1                | 0                | 1                | —                       | —                       | —                       | 26    | 4     | 2      |
| Real Pilar F. C. Argentina | 4.ª           | 2020-21       | 7     | 2     | 0      | 1                | 1                | 0                | —                       | —                       | —                       | 8     | 3     | 0      |
| Real Pilar F. C. Argentina | 4.ª           | 2021          | 28    | 6     | 2      | —                | —                | —                | —                       | —                       | —                       | 28    | 6     | 2      |
| Real Pilar F. C. Argentina | 4.ª           | 2022          | 38    | 6     | 3      | —                | —                | —                | —                       | —                       | —                       | 38    | 6     | 3      |
| Real Pilar F. C. Argentina | Total club    | Total club    | 129   | 23    | 9      | 4                | 1                | 1                | 0                       | 0                       | 0                       | 133   | 24    | 10     |
| Deportivo Madryn Argentina | 2.ª           | 2023          | 31    | 2     | 0      | —                | —                | —                | —                       | —                       | —                       | 31    | 2     | 0      |
| Deportivo Madryn Argentina | 2.ª           | 2024          | 40    | 4     | 3      | —                | —                | —                | —                       | —                       | —                       | 40    | 4     | 3      |
| Deportivo Madryn Argentina | 2.ª           | 2025          | 24    | 4     | 5      | —                | —                | —                | —                       | —                       | —                       | 24    | 4     | 5      |
| Deportivo Madryn Argentina | Total club    | Total club    | 95    | 10    | 8      | 0                | 0                | 0                | 0                       | 0                       | 0                       | 95    | 10    | 8      |
| Total carrera              | Total carrera | Total carrera | 224   | 33    | 17     | 4                | 1                | 1                | 0                       | 0                       | 0                       | 228   | 34    | 18     |
| 1.                         |               |               |       |       |        |                  |                  |                  |                         |                         |                         |       |       |        |